# Richard Norton
Richard Norton (Sydney, 6 gennaio 1950 – Melbourne, 28 marzo 2025) è stato un attore, artista marziale e stuntman australiano.

## Biografia
Esordì nel film televisivo di Chuck Norris del 1980 The Octagon per poi lavorare in oltre 70 film e programmi televisivi. Nella terza serie televisiva Spartacus interpretò il gladiatore Hilarus, che prima insegna l'uso della spada a Marco Licinio Crasso e poi verrà da lui ucciso.
Si allenò per 45 anni in diverse discipline delle arti marziali come Judo, Karate, Brazilian Jiu Jitsu, Aikidō, Thai boxe e molti sistemi d'arma giapponesi. Utilizzò queste esperienze per co-creare l'arte marziale ibrida del Zen Do Kai insieme al suo collega e guardia del corpo Bob Jones. era cintura nera 5º Dan Shihan in Goju Ryu, 5º Dan con il grado di Maestro in Chun Kuk Do (arte marziale di Chuck Norris), cintura nera 4º Dan in Brazilian Jiu Jitsu e cintura nera 8º Dan di Zen Do Kai Karate. Si allenò a lungo con importanti atleti delle arti marziali come Tino Ceberano, Tadashi Yamashita, Fumio Demura, Bill 'Superfoot' Wallace, Pete "Sugar Foot" Cunningham, i fratelli Machado e Chuck Norris.

## Filmografia parziale

### Cinema
- The Octagon, regia di Eric Karson (1980)
- Vendetta a Hong Kong (Forced Vengeance), regia di James Fargo (1982)
- Bambole e botte  (Xia ri fu xing), regia di Sammo Hung (1985)
- Gymkata, regia di Robert Clouse (1985)
- Guerriero americano (American Ninja ), regia di Sam Firstenberg (1985)
- Il guerriero del Kick Boxing (Blood Street) regia di George Chung e Leo Fong (1988)
- 007 - Vendetta privata (Licence to Kill), regia di John Glen (1989)
- Giochi di morte (The Blood of Heroes), regia di David Webb Peoples (1989)
- Lady Dragon, regia di David Worth (1990)
- Rabbia e onore (Rage and Honor), regia di Terence H. Winkless (1992)
- Mr. Nice Guy regia di Sammo Hung (1997)
- Tex Murphy Overseer, videogame (1998)
- Mad Max: Fury Road, regia di George Miller (2015)
- Tesla Effect: A Tex Murphy Adventure, videogame (2014)